# Famille Contarini
Cet article possède un paronyme, voir Cantarini.
 (août 2024).
La famille Contarini est une famille patricienne de Venise.

## Historique
Entre 1261 et 1262, la famille Contarini fournit vingt représentants au Maggior Consiglio (Grand Conseil).

## Armes

Les armes de la famille se blasonnent ainsi trois bandes d'azur en champ d'or.
Les diverses branches ajoutent les marques d'honneurs reçues de leurs ancêtres ambassadeurs.

## Personnalités
Elle a fourni huit doges à la république, et compte parmi ses membres des procurateurs de Saint-Marc, des généraux, des ambassadeurs, des cardinaux et des gens de lettres.

### Doge
- Domenico Contarini, 30e doge de 1043 à 1070 ;
- Jacopo Contarini, 47e doge ;
- Andrea Contarini, 60e doge de 1367 à 1392 ;
- Francesco Contarini (1554-1624), 95e doge ;
- Nicolò Contarini, 97e doge ;
- Carlo Contarini, 100e doge ;
- Domenico Contarini (1585-1675), 104e doge ;
- Alvise Contarini ou Luigi Contarini, 106e doge de 1676 à 1684.

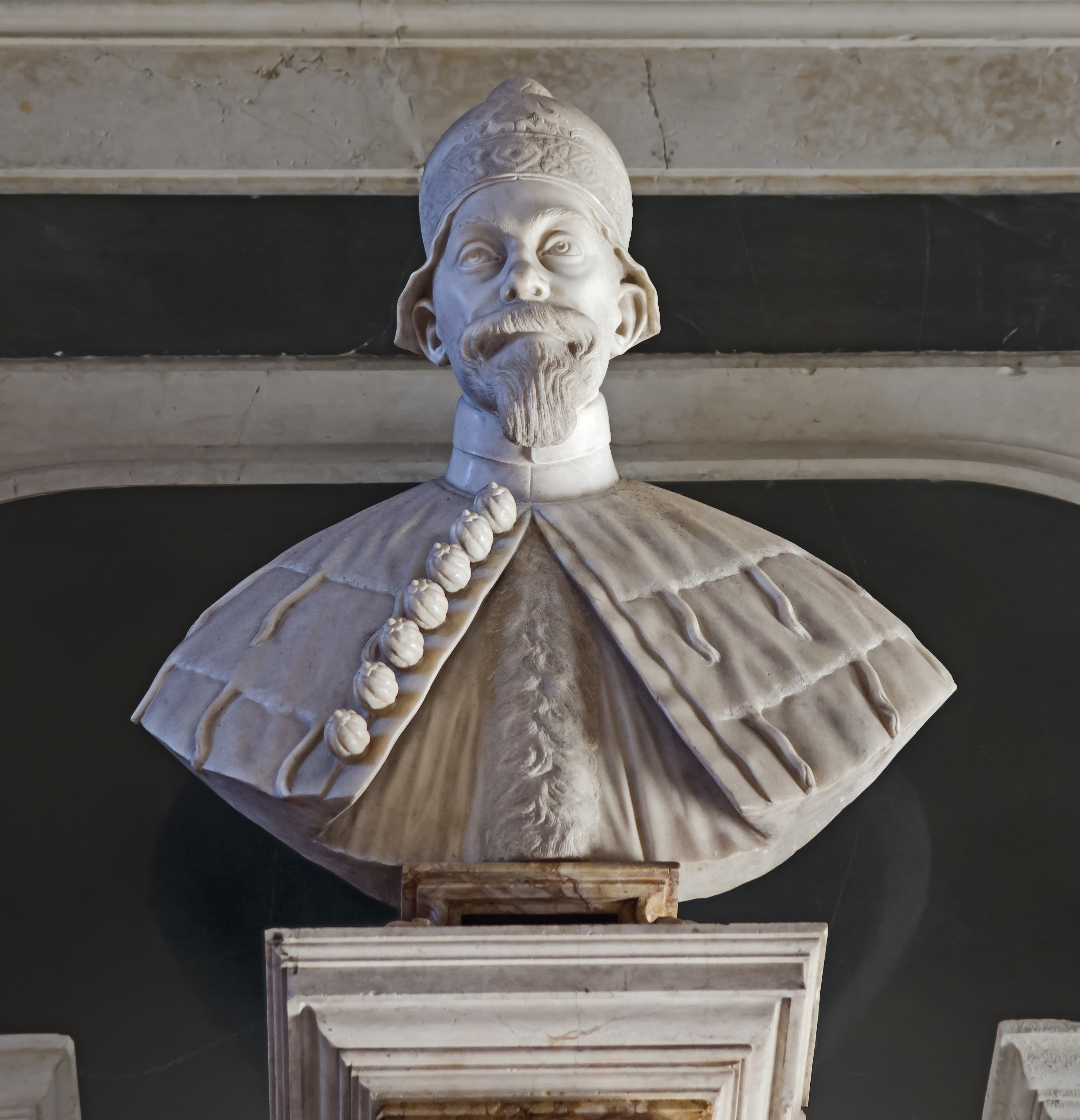
Francesco Contarini, église Saint-François-de-la-Vigne de Venise.
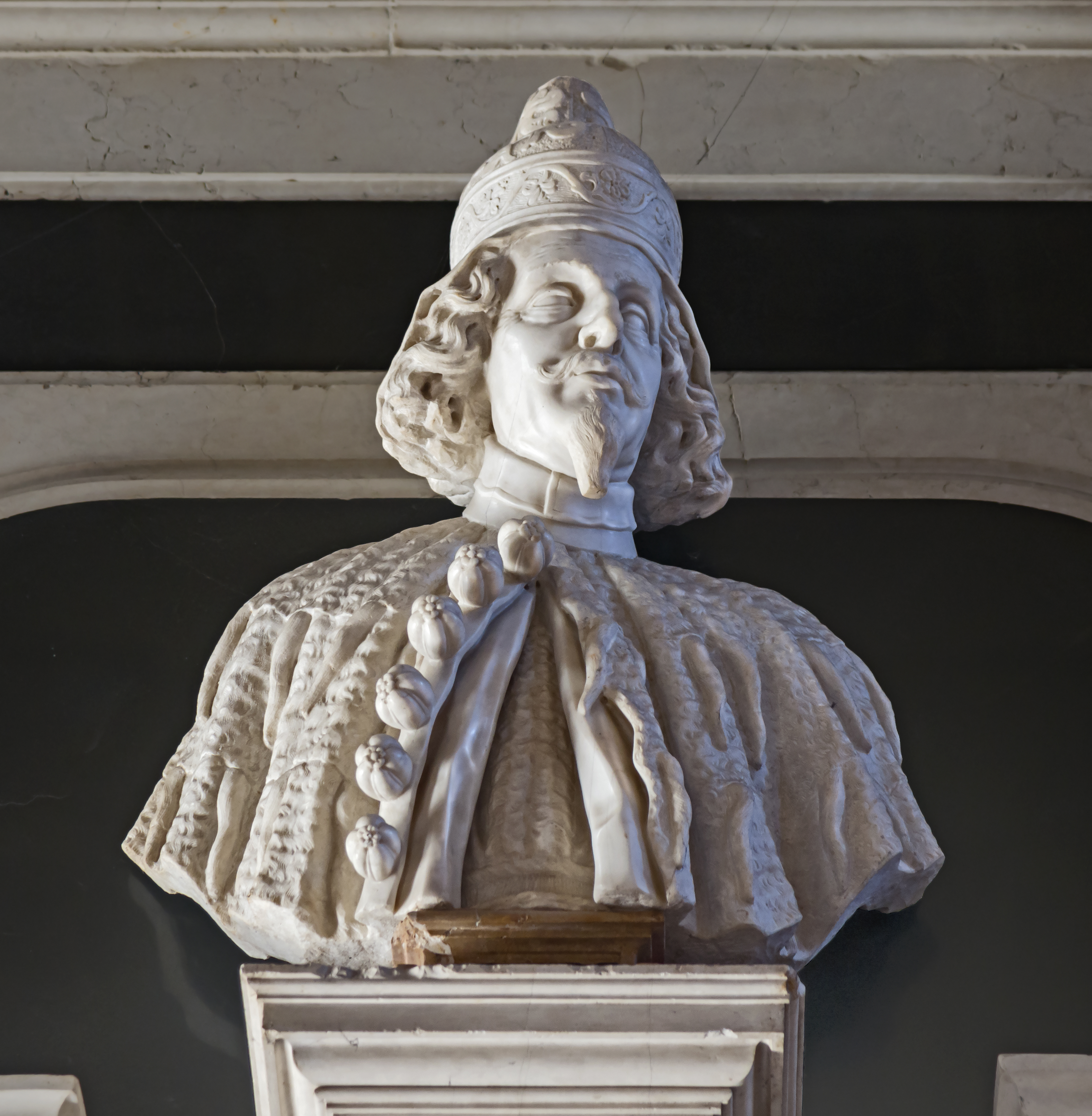
Alvise Contarini, église Saint-François-de-la-Vigne de Venise.

### Autres personnalités

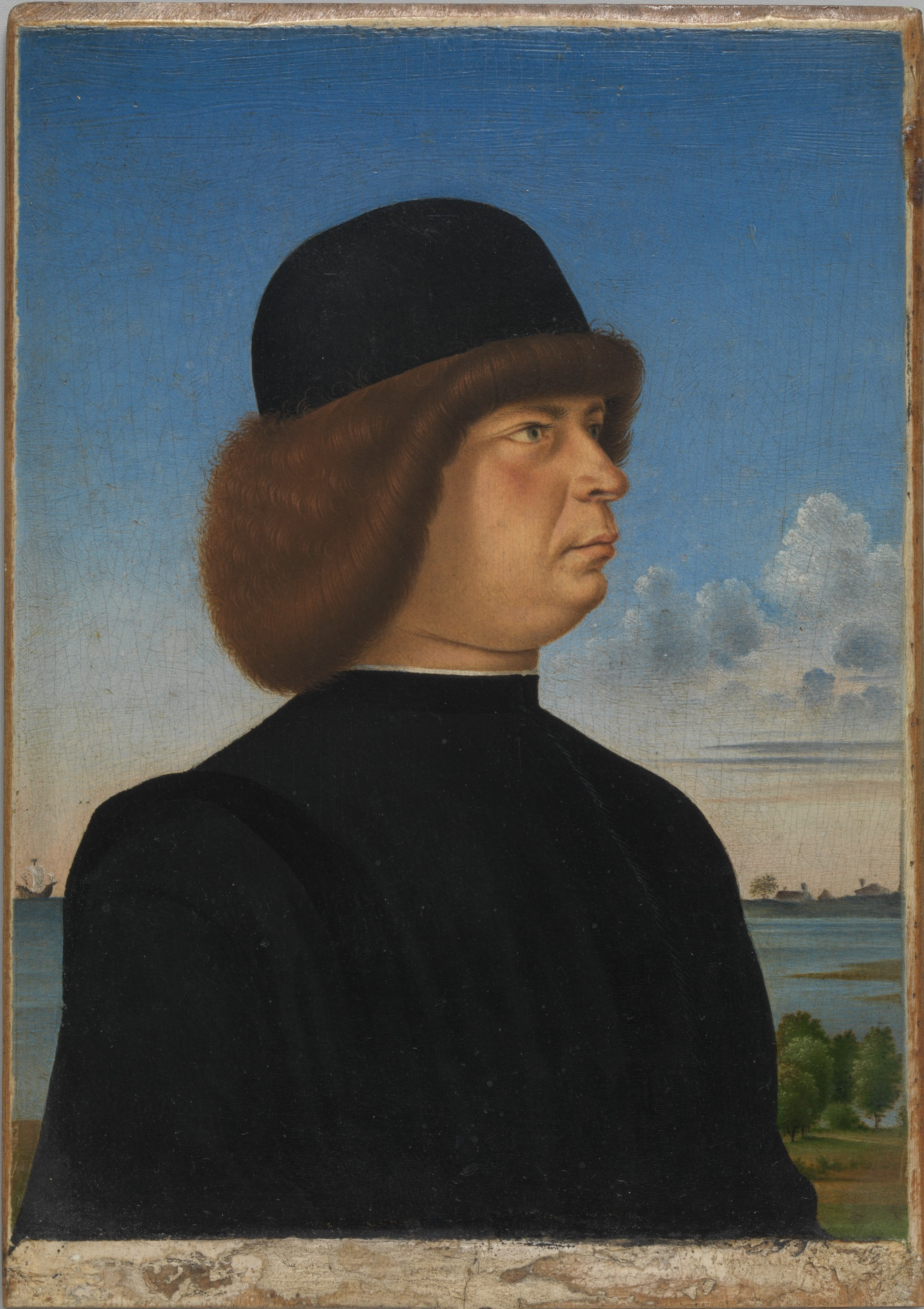
Alvise Contarini (1485-1495)
Jacometto Veneziano
Metropolitan Museum.

- Ambrogio Contarini (1429-1499), marchand et diplomate vénitien ;
- Maffio Contarini, 2e patriarche de Venise de 1456 à 1460 ;
- Gasparo Contarini (1483-1542), diplomate et cardinal vénitien. Monument funéraire à la chapelle Contarini de l'église de la Madonna dell'Orto ;
- Alvise Contarini (1485–1495), portrait par Jacometto Veneziano ;
- Alvise Contarini, 9e patriarche de Venise en 1508 ;
- Tommaso Contarini (1488-1578), monument funéraire à la chapelle Contarini de l'église de la Madonna dell'Orto ;
- Francesco Contarini, (XVe siècle), écrivain et militaire vénitien ;
- Giovanni Matteo Contarini (mort en  1507), cartographe (voir planisphère de Contarini) ;
- Antonio Contarini, 10e patriarche de Venise de 1508 à 1524 ;
- Giacomo Contarini (XVIe siècle), mathématicien vénitien ;
- Jacopo Contarini, patricien de Venise, élabora le programme iconographique pour la toile Le Paradis au Palais des Doges après l'incendie de 1577[2] ;
- Alvise Contarini (1521-1579) Monument funéraire à la chapelle Contarini de l'église de la Madonna dell'Orto ;
- Luigi Contarini (mort en 1579), ambassadeur auprès du duc de Ferrare en 1569, puis auprès du roi Charles IX de France en 1577 ;
- PierFrancesco Contarini, 12e patriarche de Venise de 1554 à 1555 ;
- Giovanni Contarini (1549-1606), peintre de l'école vénitienne ;
- Tommaso Contarini (1562-1614), monument funéraire à la chapelle Contarini de l'église de la Madonna dell'Orto ;
- Simone Contarini (1563-1633), poète et diplomate vénitien ;
- Giorgio Contarini (1584-1660), sénateur de la république de Venise et maître d'œuvre de la villa Contarini ;
- Alvise Contarini (1597-1651), monument funéraire à la chapelle Contarini de l'église de la Madonna dell'Orto ;
- Ludovico Contarini (?-1653), diplomate vénitien ;
- Carlo di Alvise Contarini (1636-1688), sénateur. Monument funéraire à la chapelle Contarini de l'église de la Madonna dell'Orto ;
- Marco Contarini (1631-1689), procurateur de Saint-Marc, bibliophile et collectionneur d'instruments de musique ;
- Salvatore Contarini (1867-1945), homme politique italien.

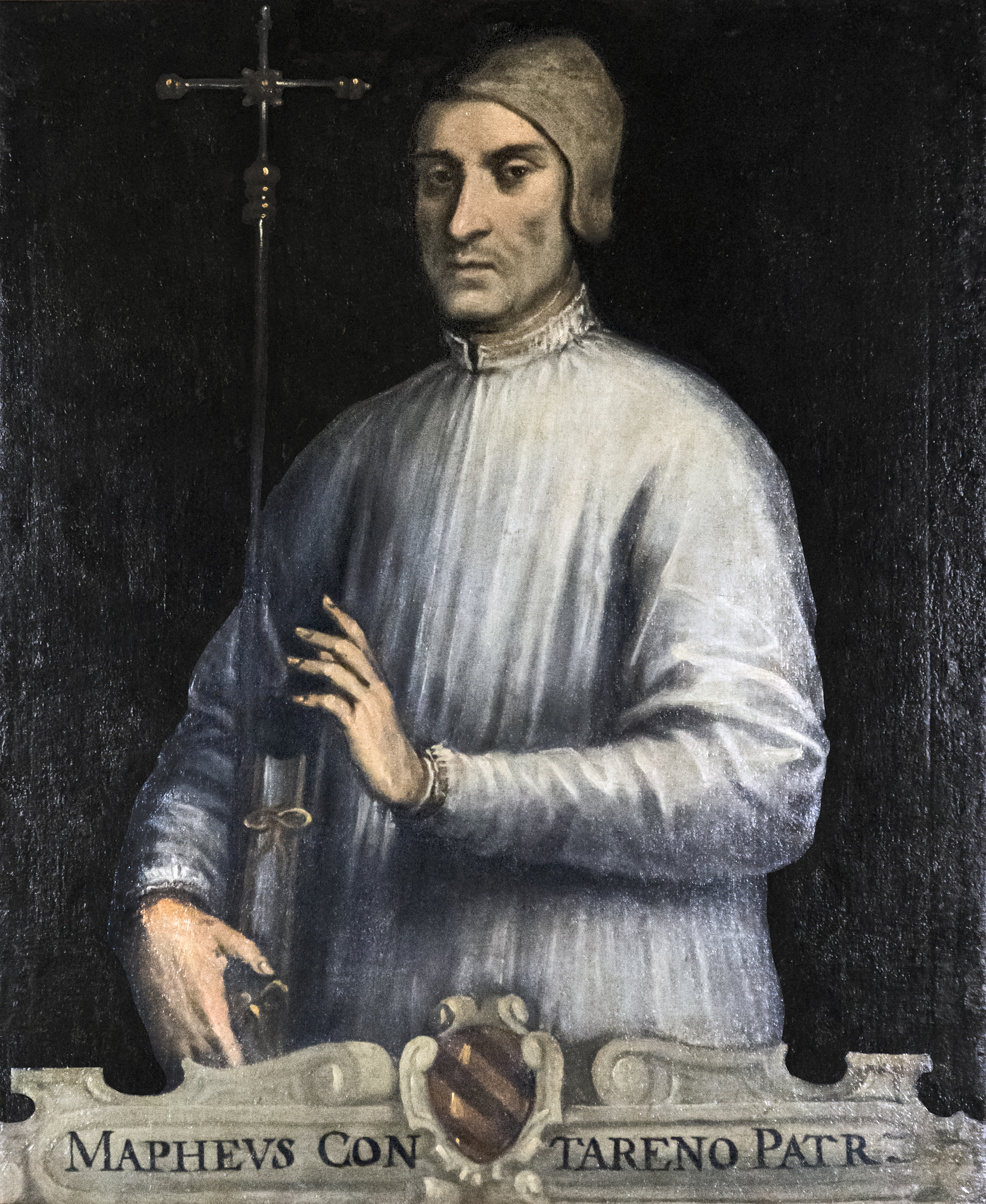
Maffio Contarini patriarche de VeniseMadonna dell'Orto
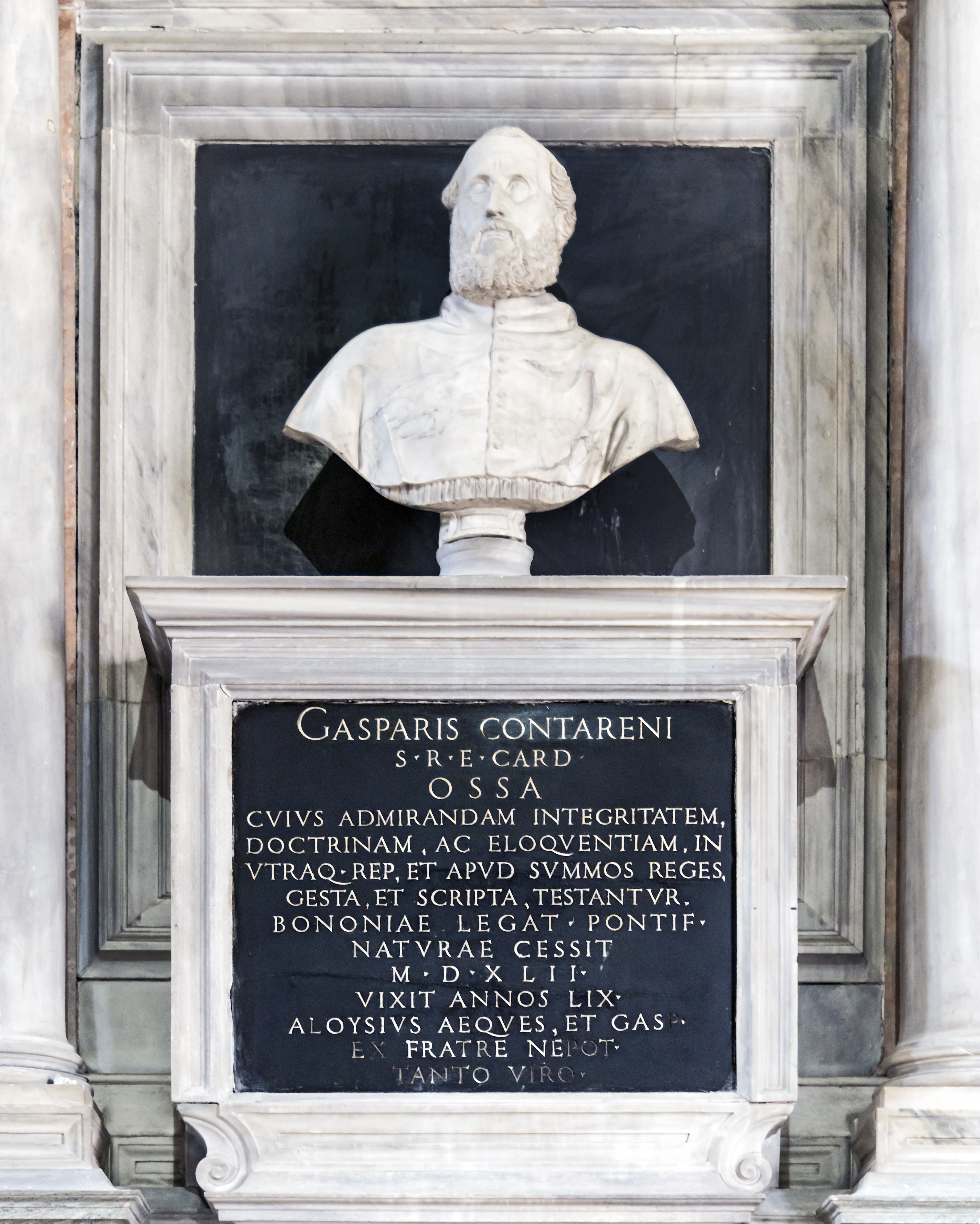
Gasparo Contarini (1483-1542) par Danese Cattaneo Madonna dell'Orto
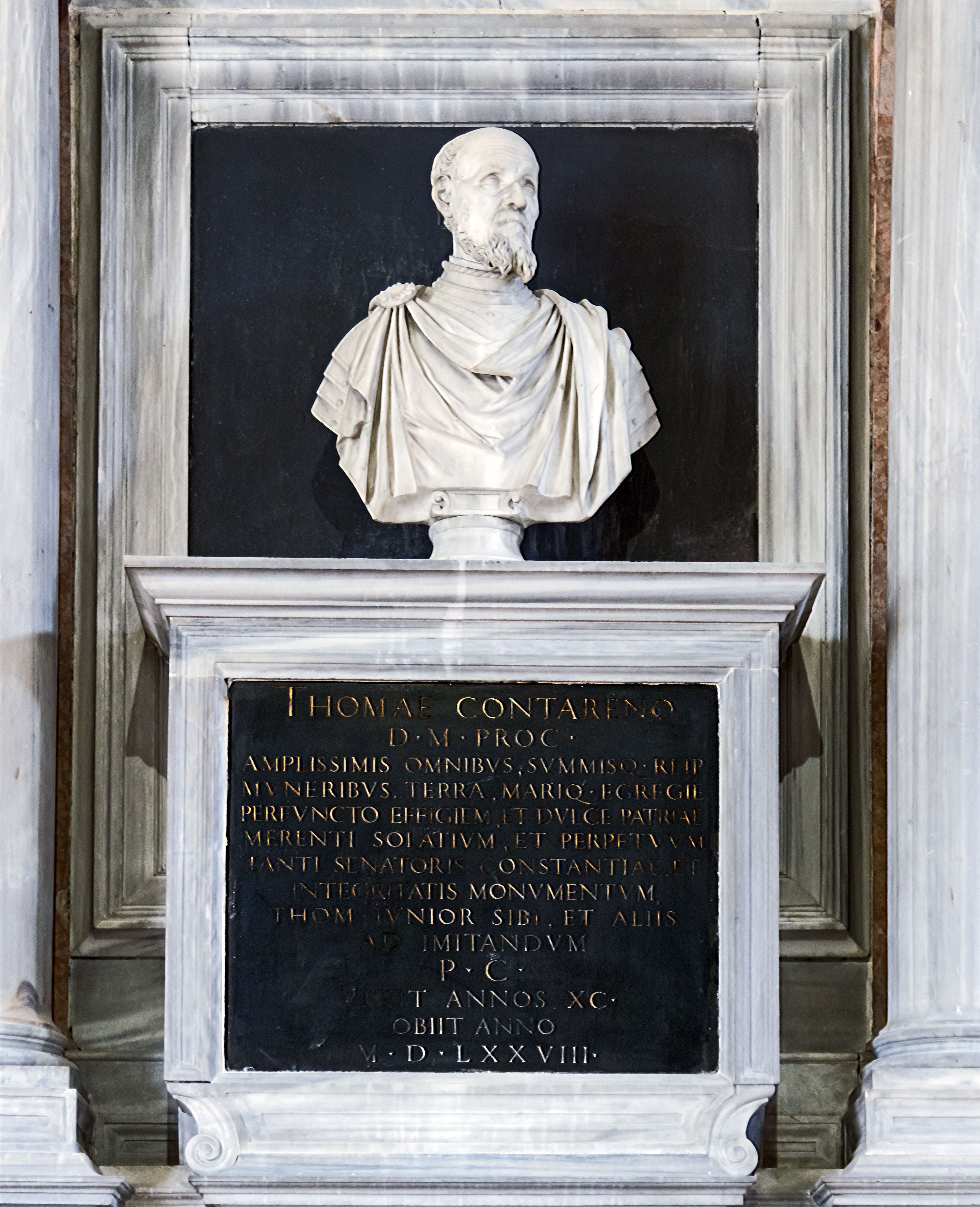
Tommaso Contarini (1488-1578) par Alessandro Vittoria
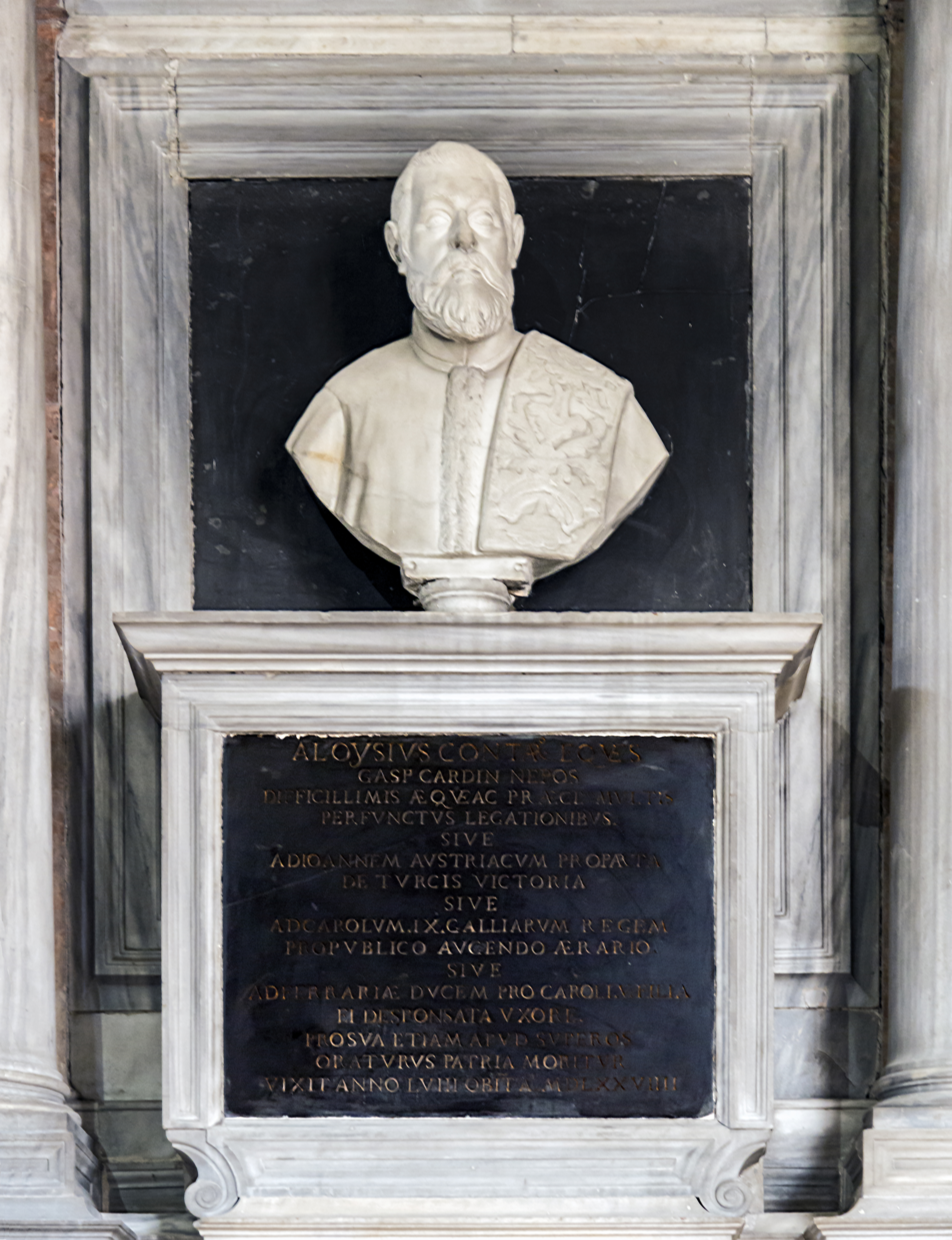
Alvise Contarini (1521-1579) Madonna dell'Orto
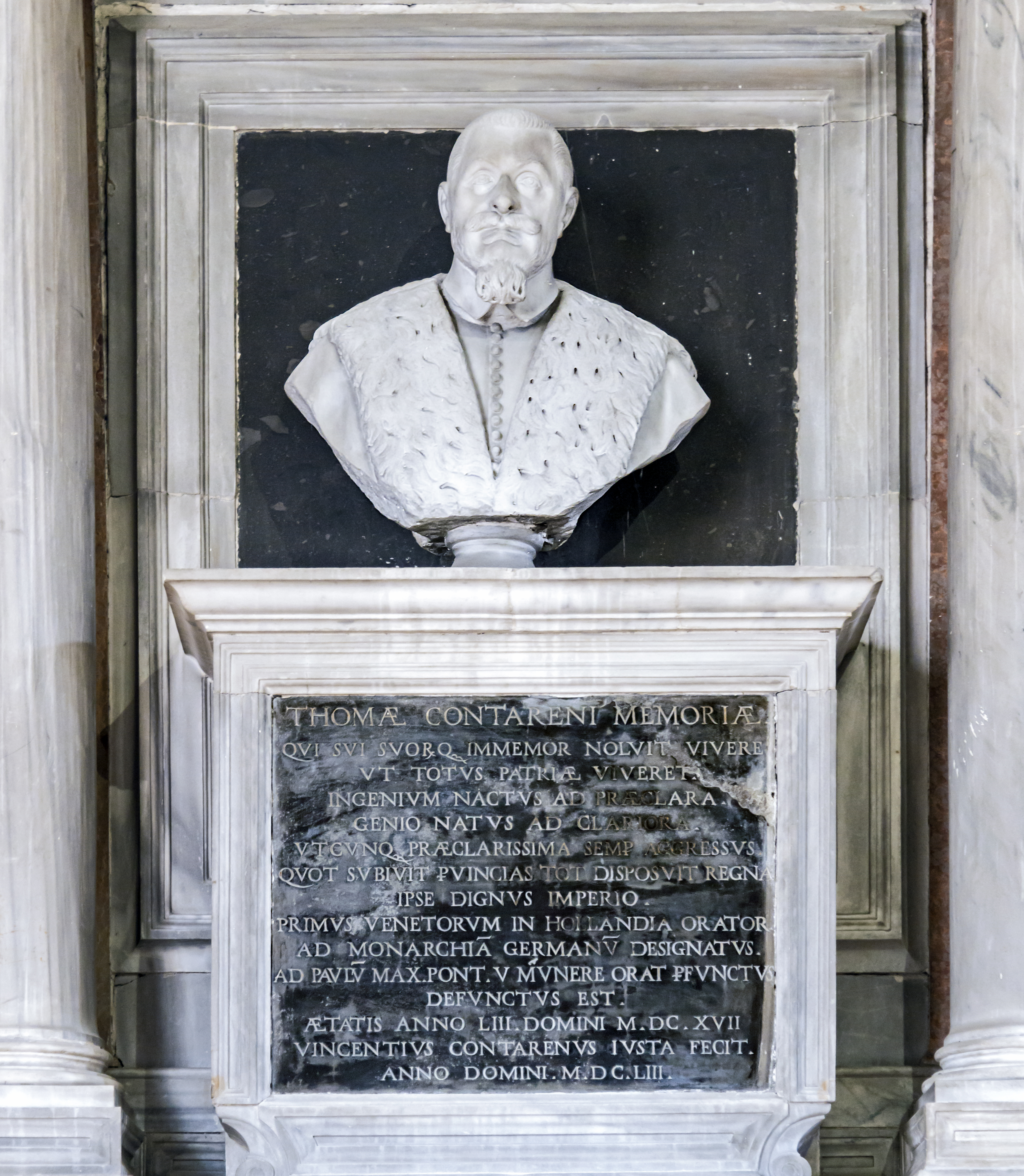
Tommaso Contarini (1562-1614) Madonna dell'Orto
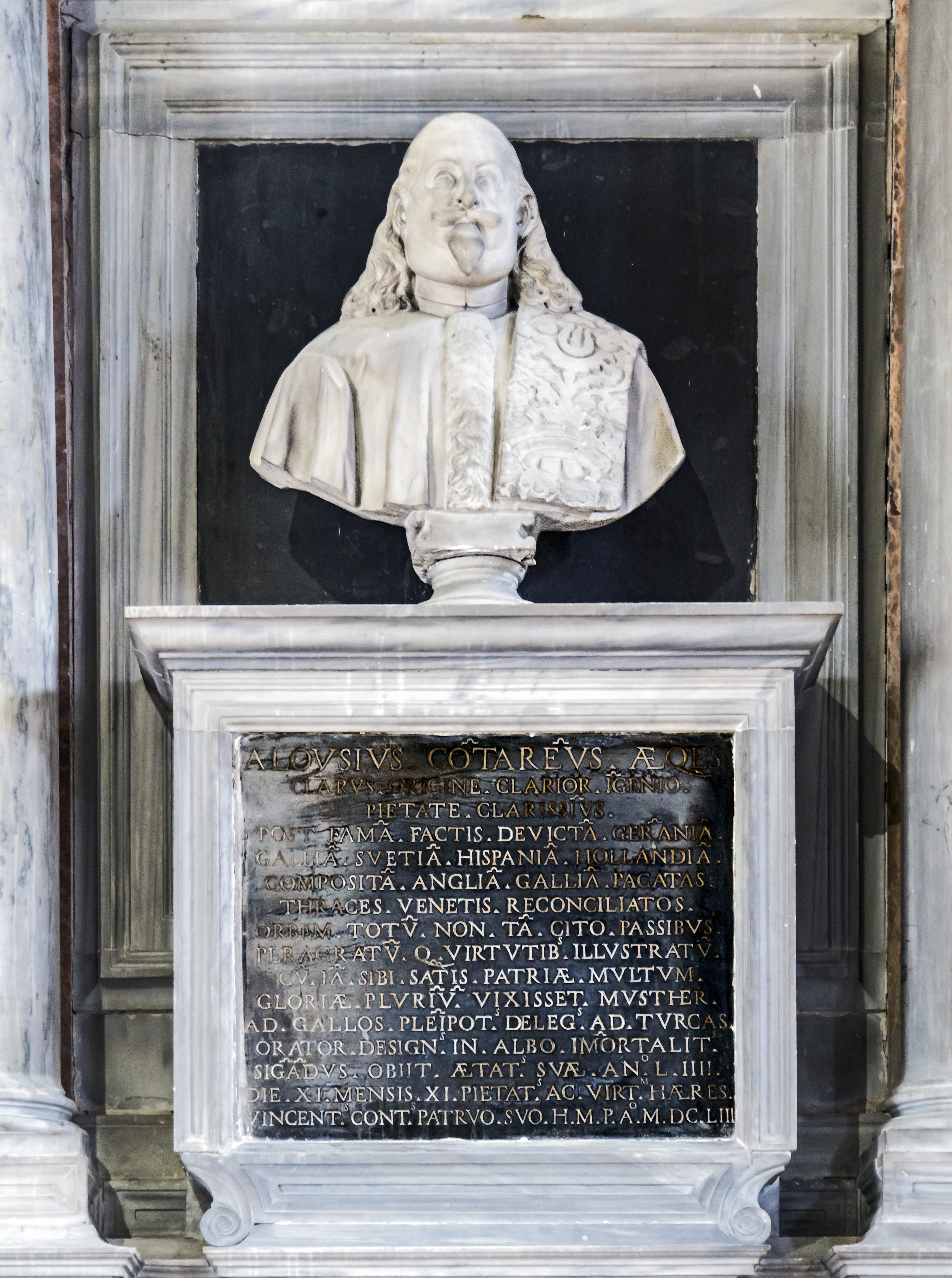
Alvise Contarini (1597-1651) Madonna dell'Orto
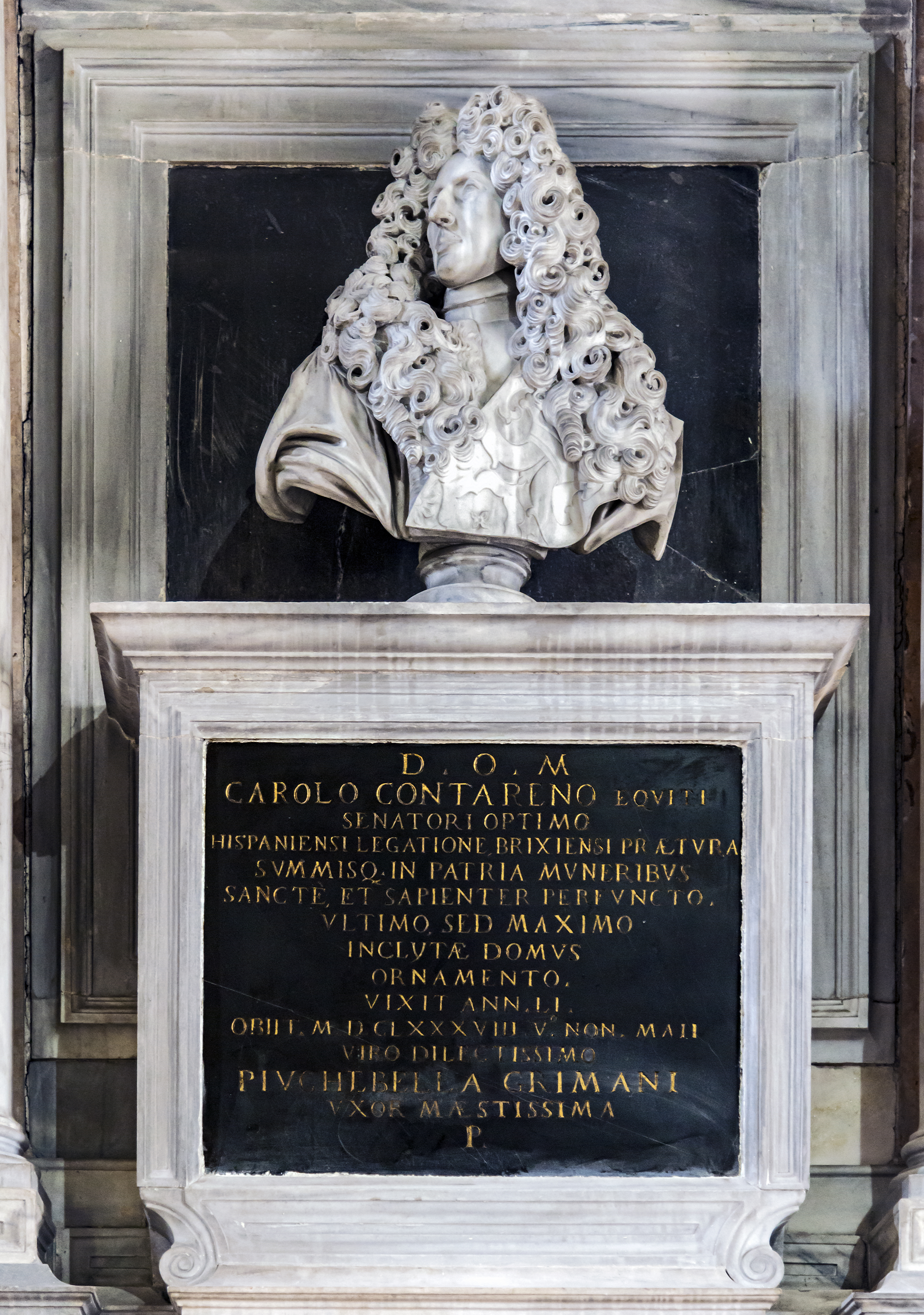
Carlo di Alvise Contarini (1636-1688) Madonna dell'Orto

## Demeures
- Palazzo Contarini del Bovolo,
- Palazzo Contarini de Corfù
- Palazzo Contarini Fasan
- Palazzo Contarini delle figure
- Palazzo Contarini-Michiel
- Palazzo Contarini Polignac,
- Palazzo Contarini degli Scrigni
- Palazzo Contarini dal Zaffo,
- Palazzo Correr Contarini Zorzi  à Cannaregio
- Palazzo Venier Contarini,
- Palazzo Contarini Pisani,
- Palazzo Corner Contarini dei Cavalli,
- Villa Contarini à Piazzola sur la Brenta

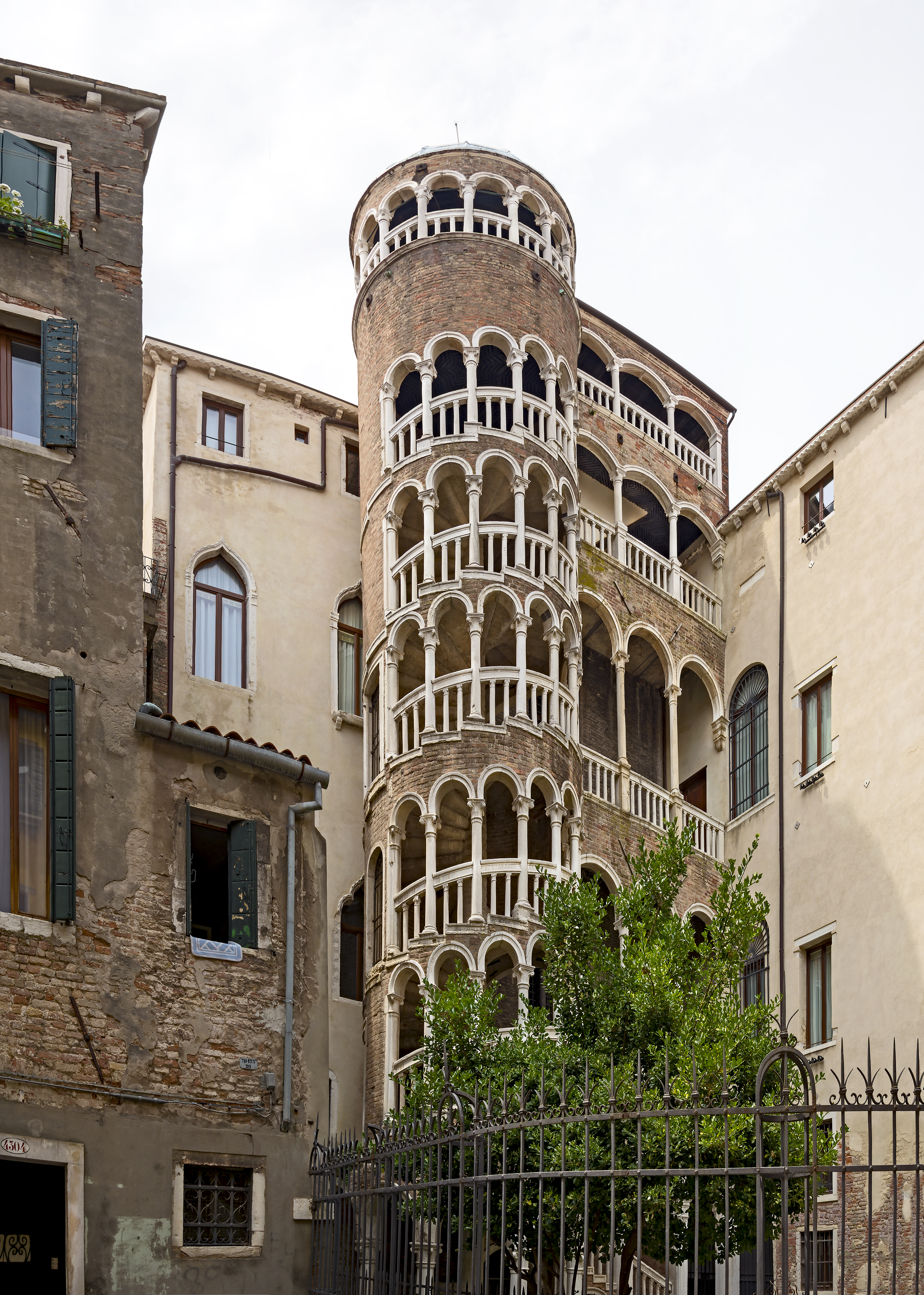
Palazzo Contarini del Bovolo
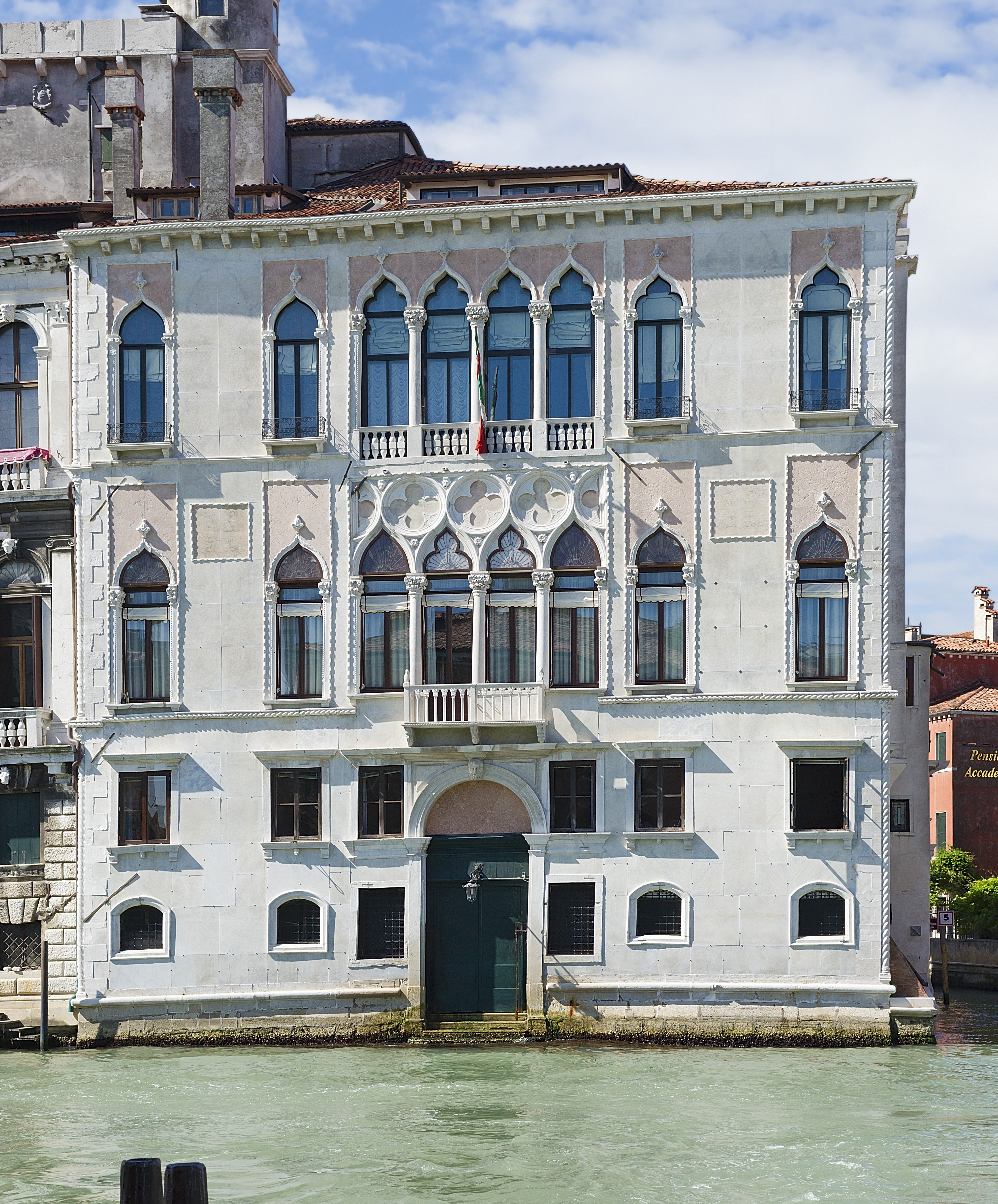
Palazzo Contarini de Corfù
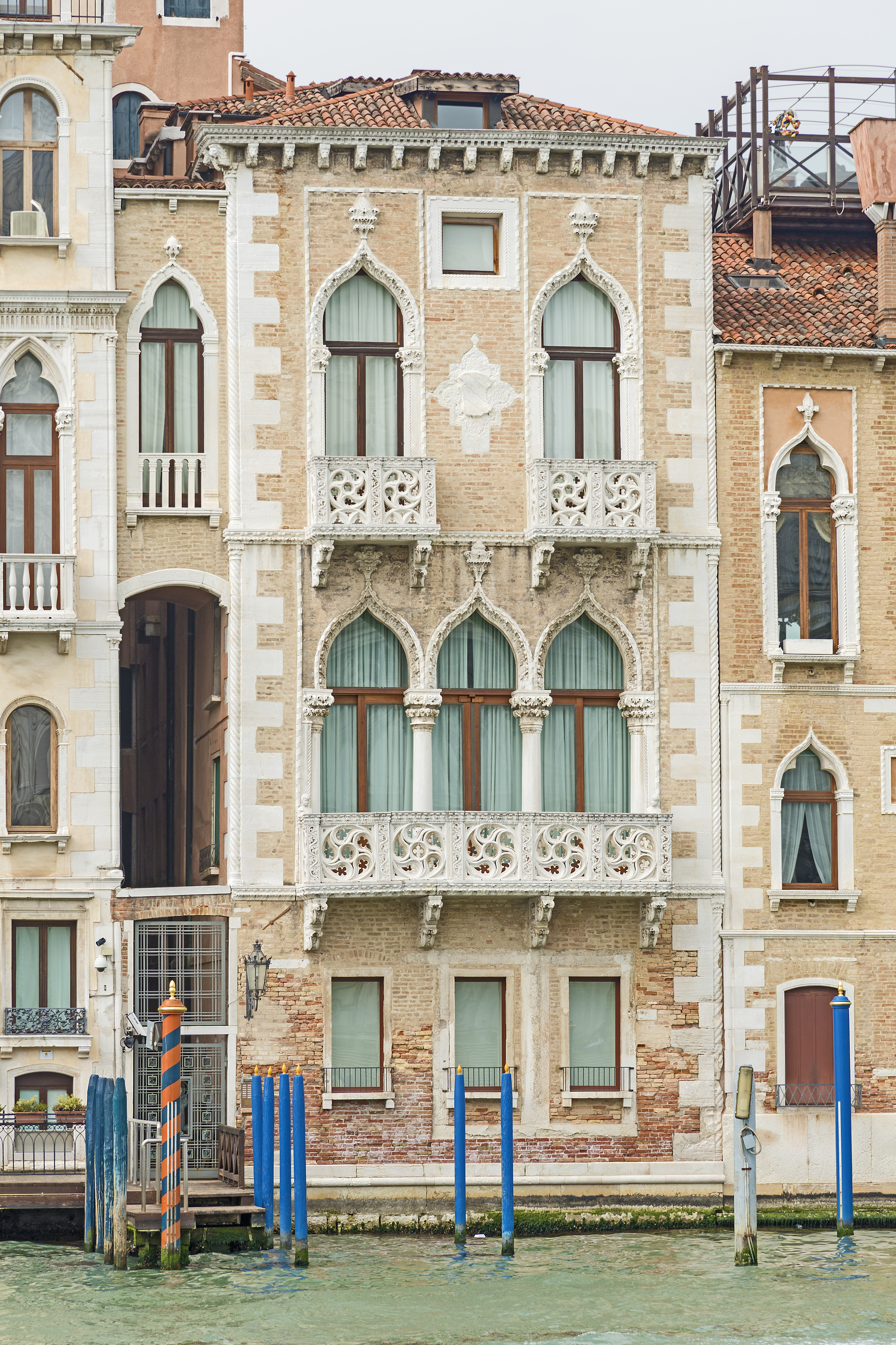
Palazzo Contarini Fasan
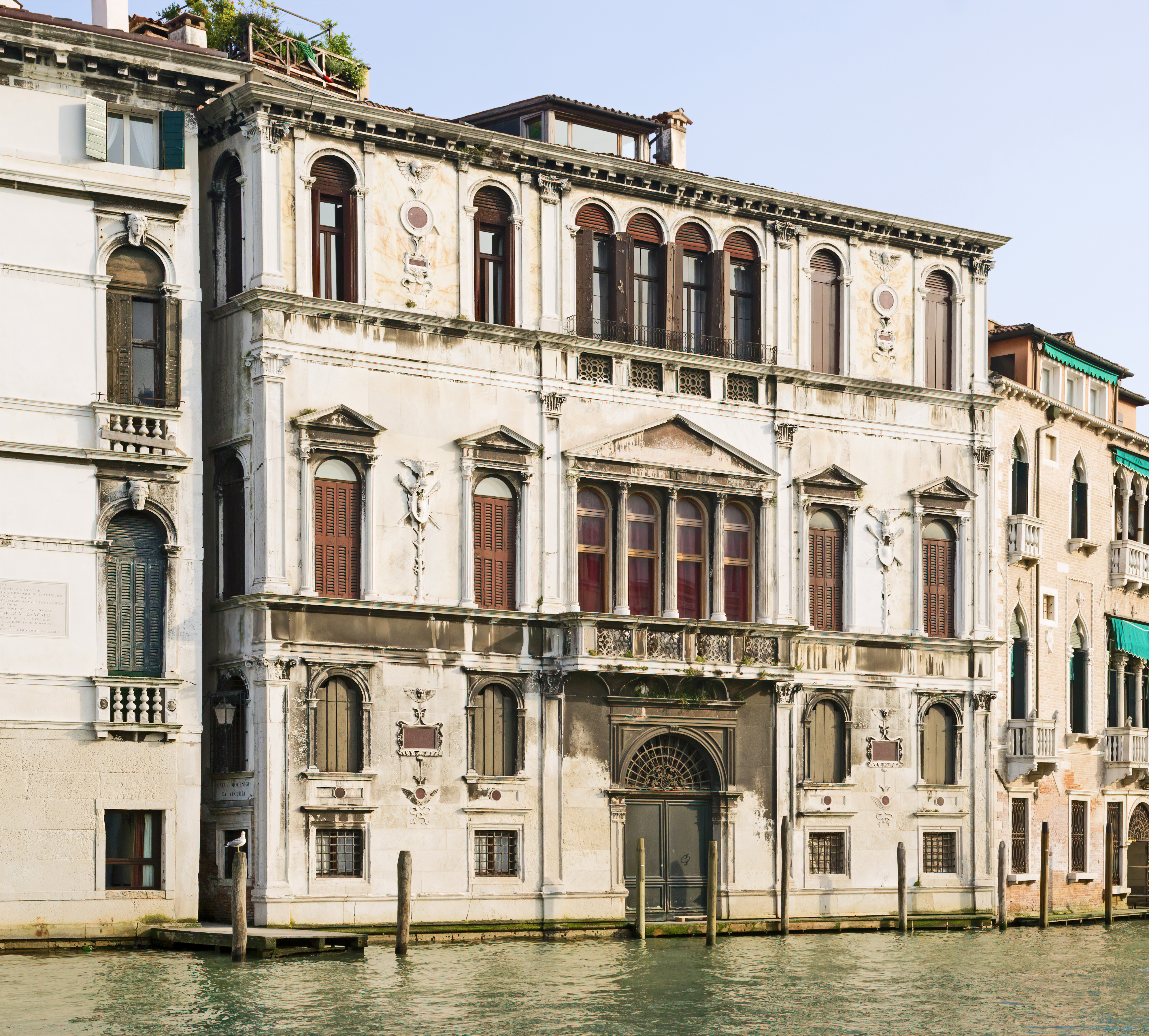
Palazzo Contarini delle Figure
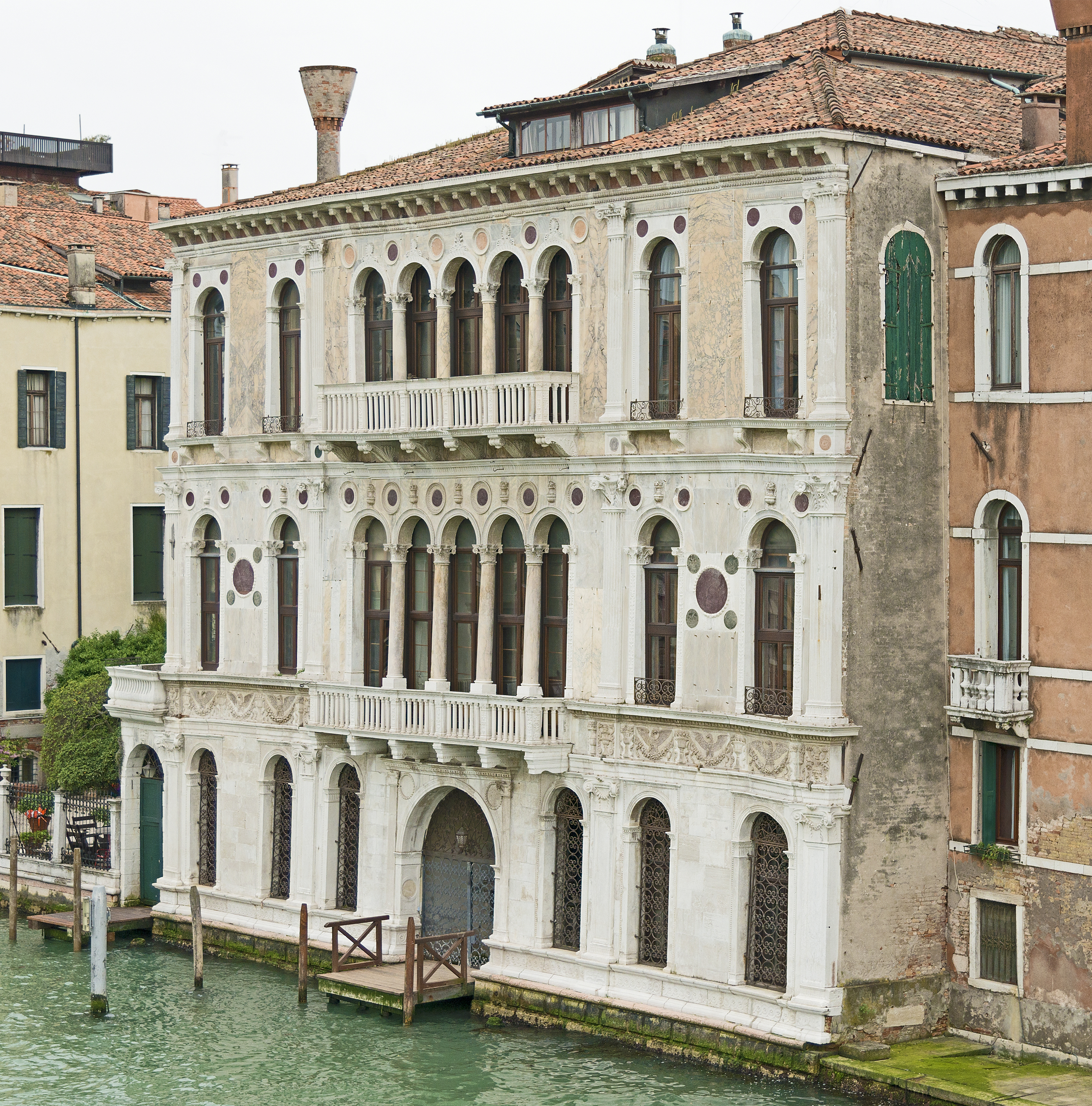
Palazzo Contarini Polignac
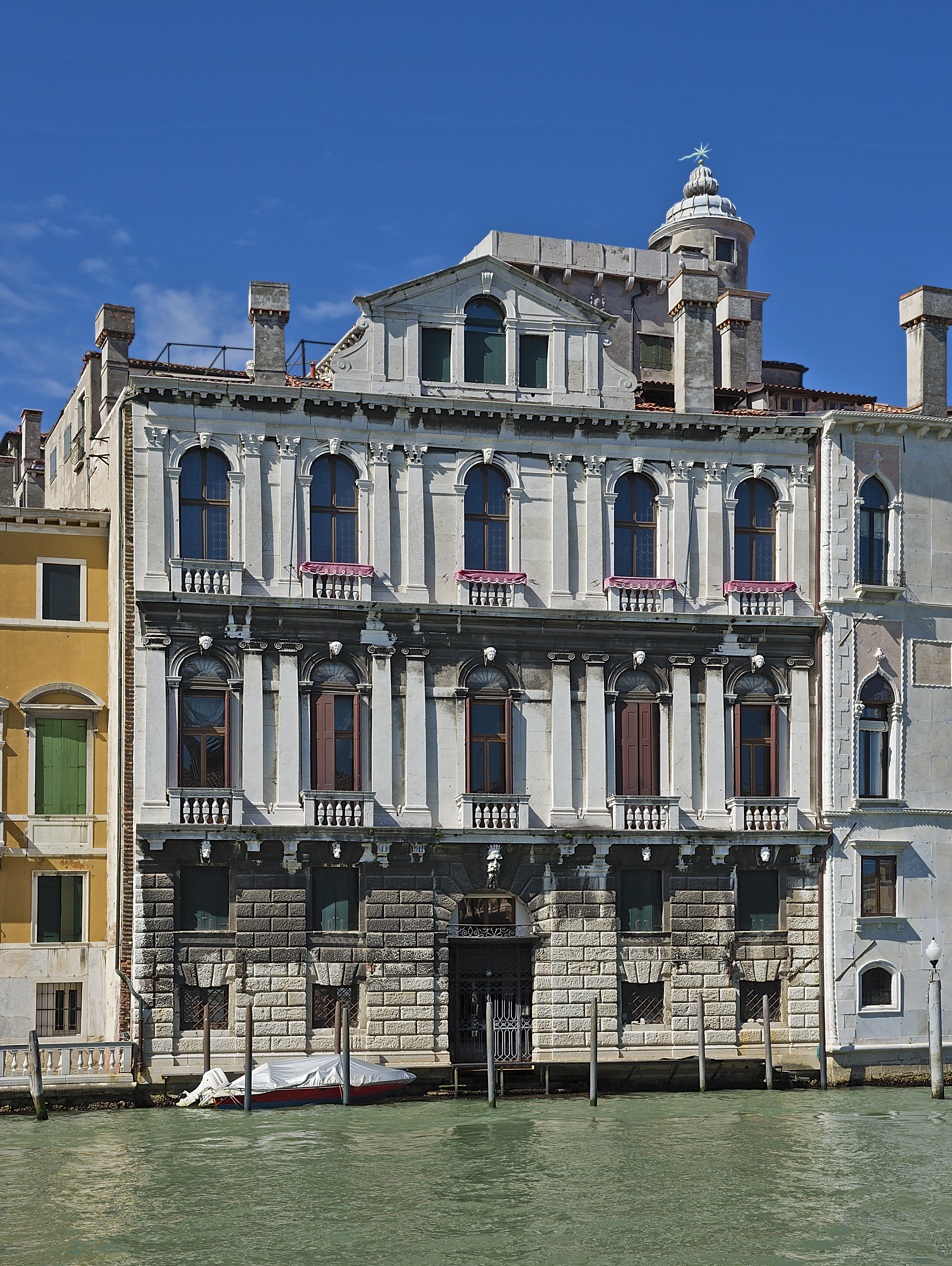
Palazzo Contarini degli Scrigni
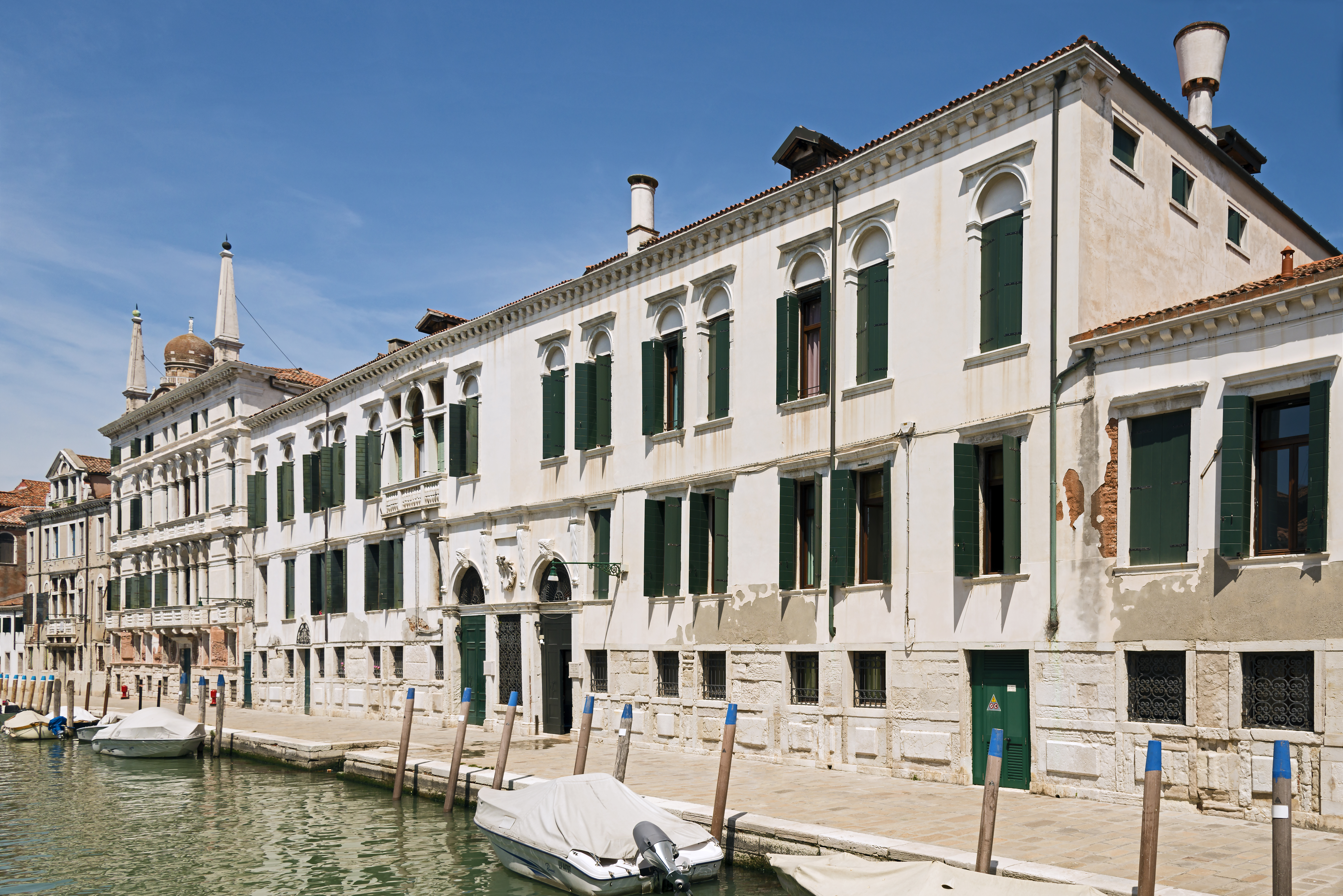
Palazzo Contarini dal Zaffo
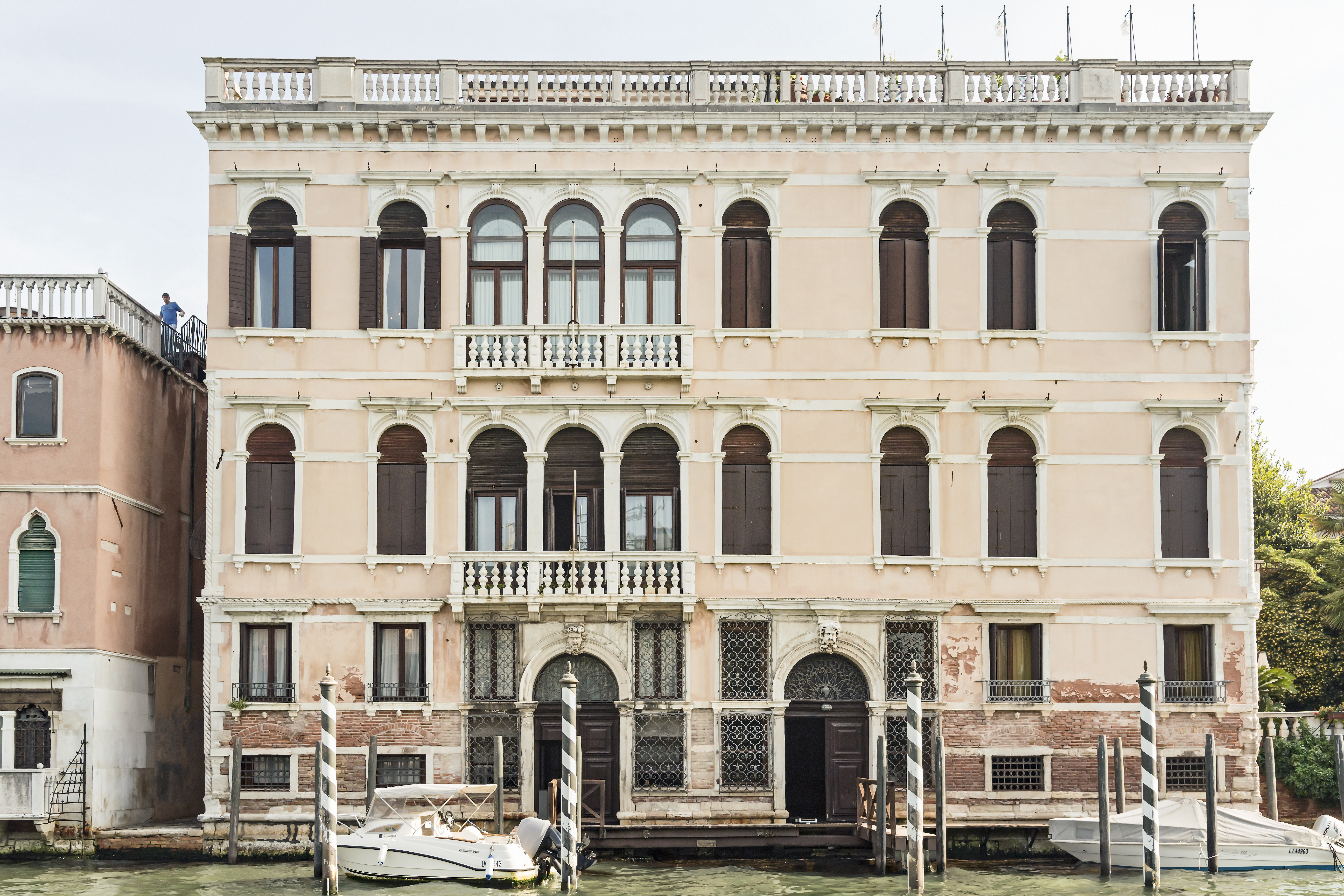
Palazzo Correr Contarini Zorzi
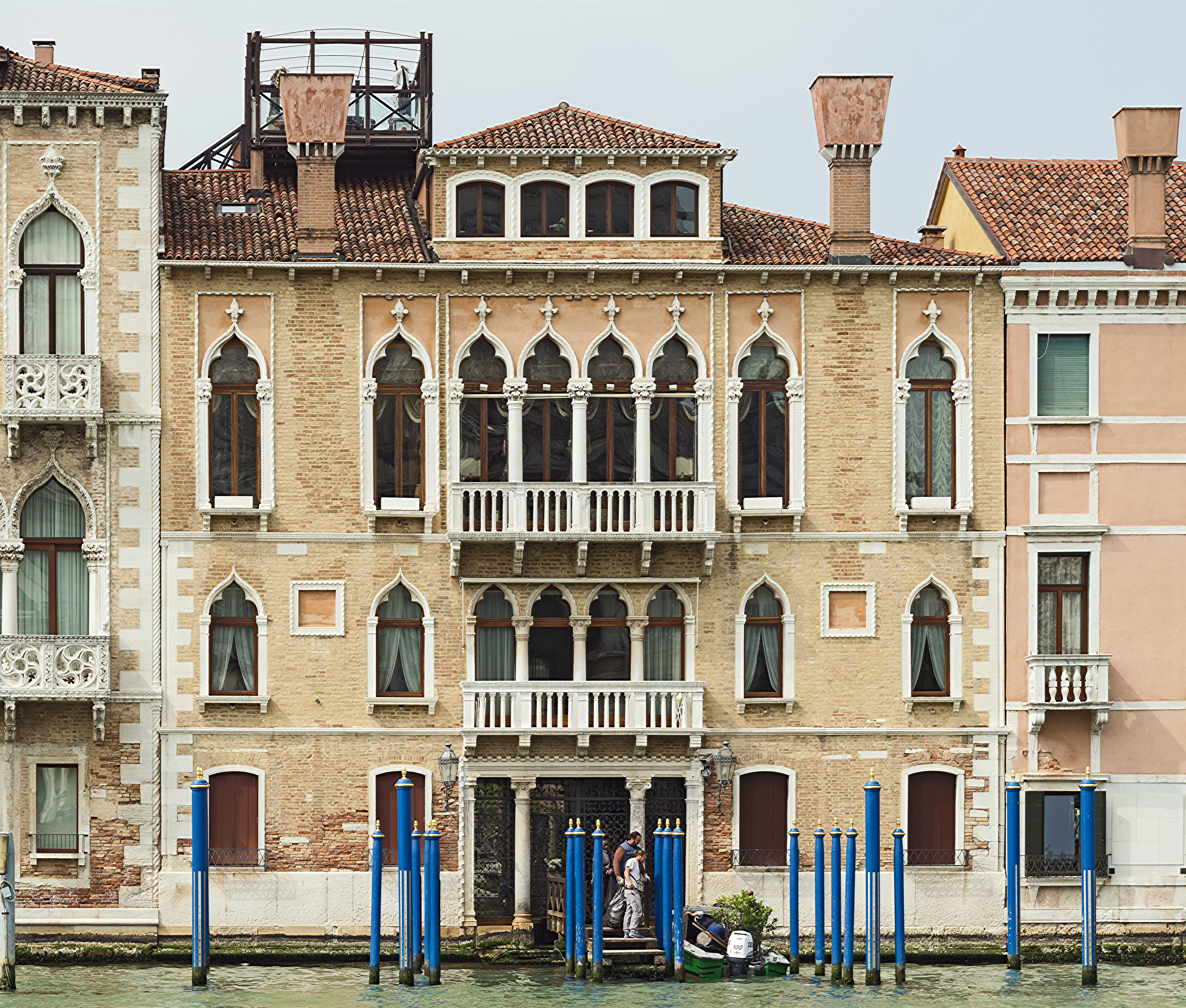
Palazzo Venier Contarini
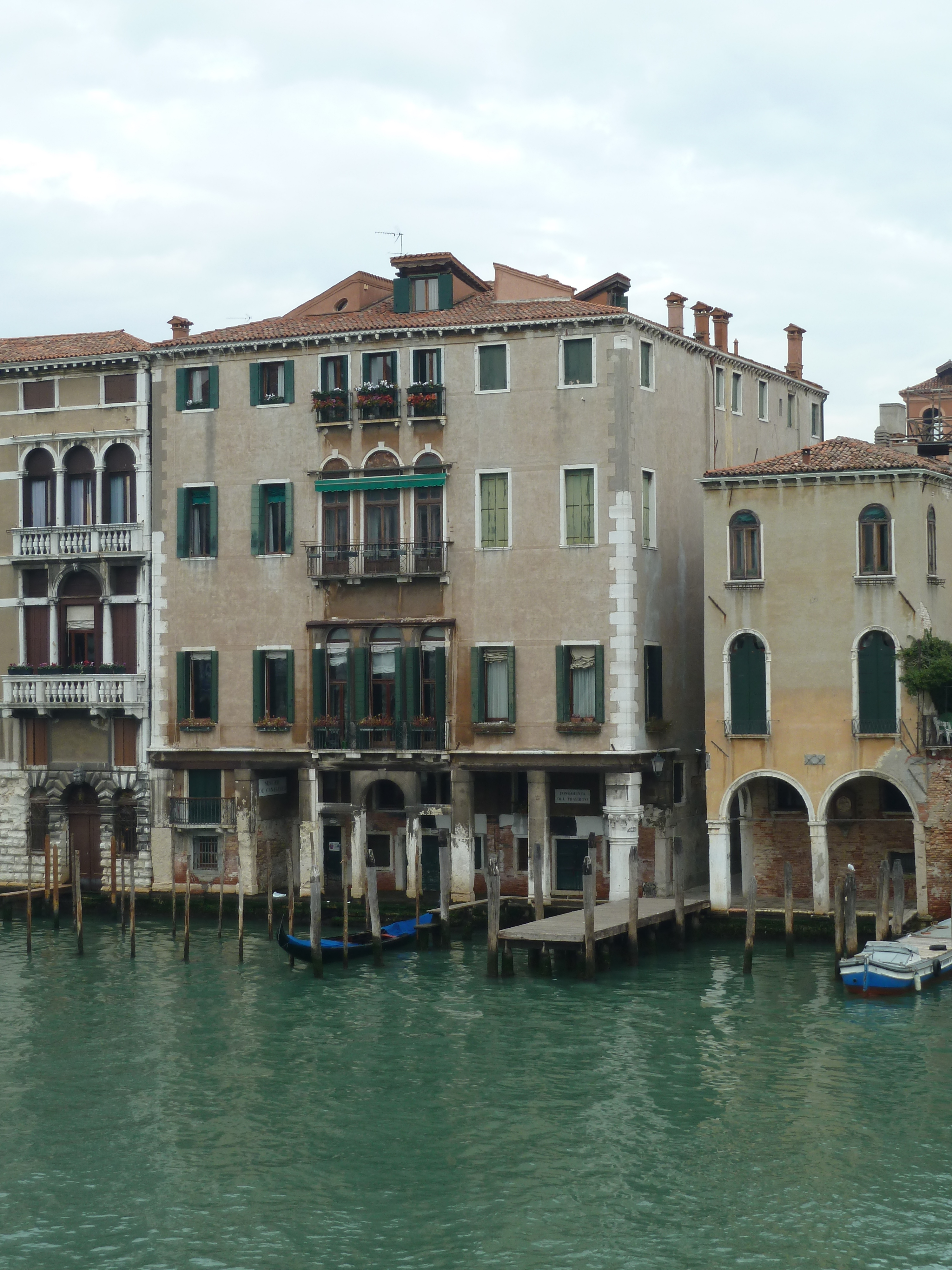
Palazzo Contarini Pisani
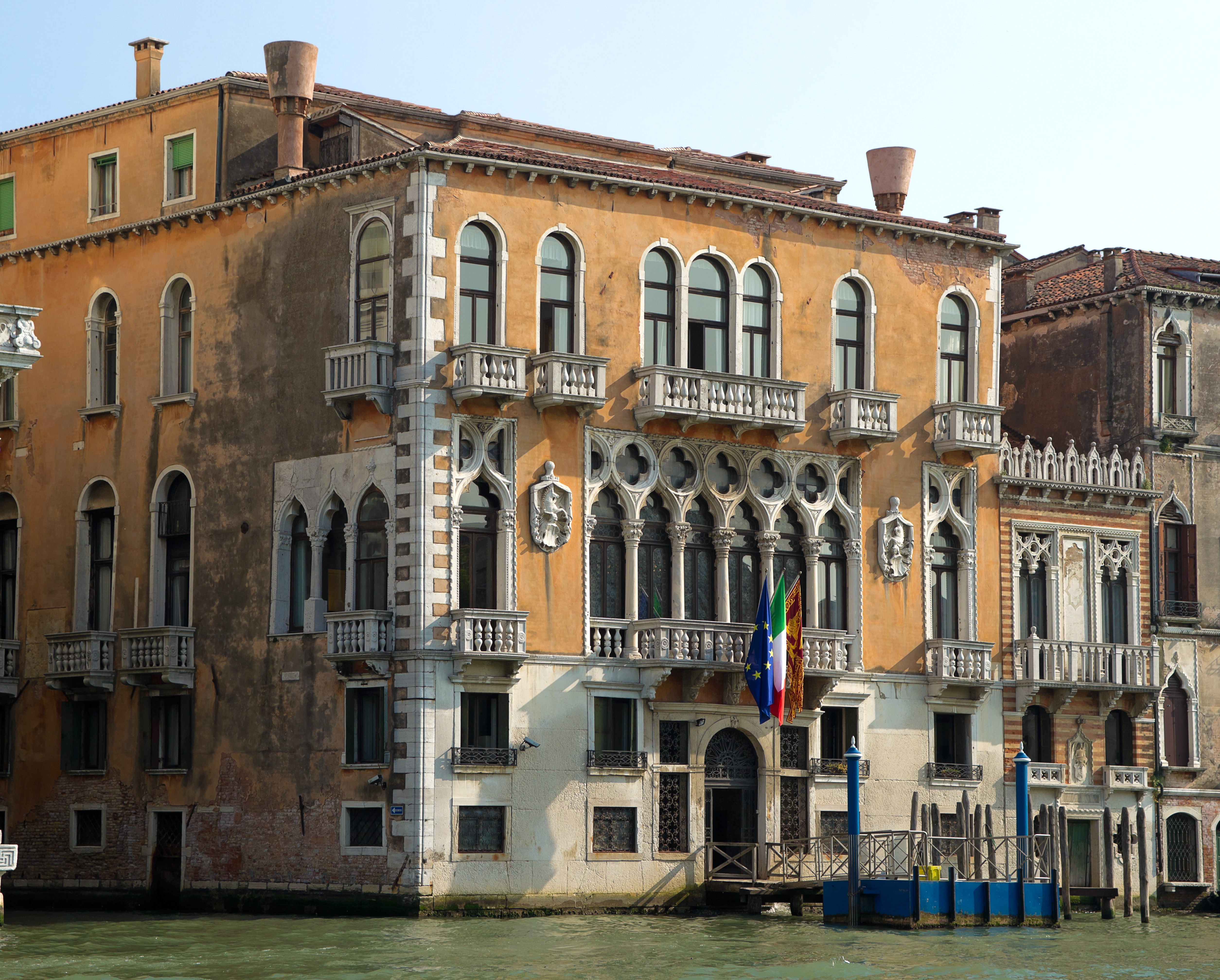
Palazzo Corner Contarini dei Cavalli
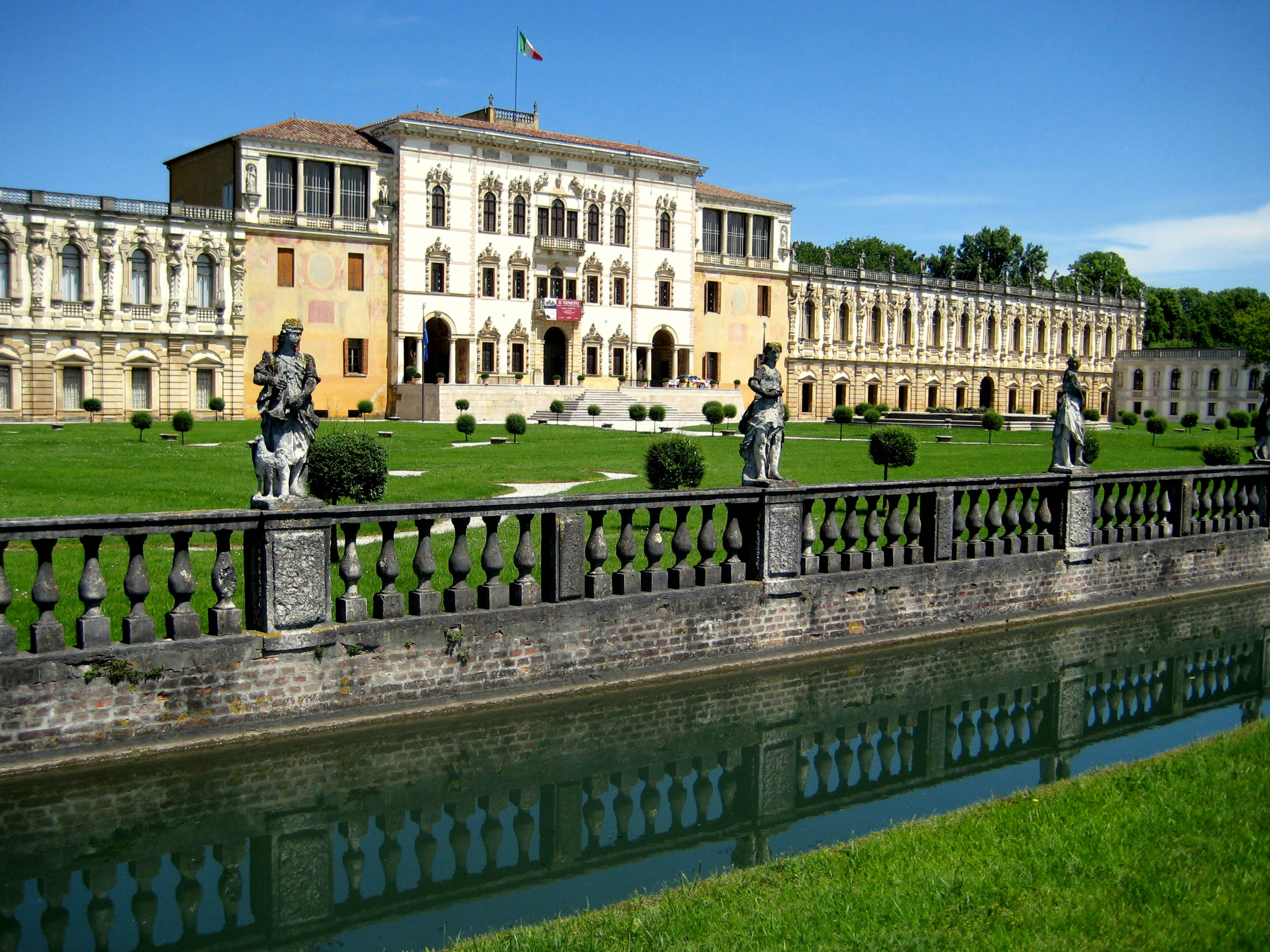
Villa Contarini à Piazzola